# Phellodendron amurense
Phellodendron amurense, comúnmente conocido como árbol de Amur o alcornoque de Amur, es una especie de planta medicinal de la familia Rutaceae. Es una de las 50 hierbas fundamentales usadas en la medicina tradicional china, donde tiene el nombre en chino de: huáng bò (黄檗).
El género Phellodendron se encontraba también en Europa, desde el Oligoceno y hasta el Pleistoceno inferior.

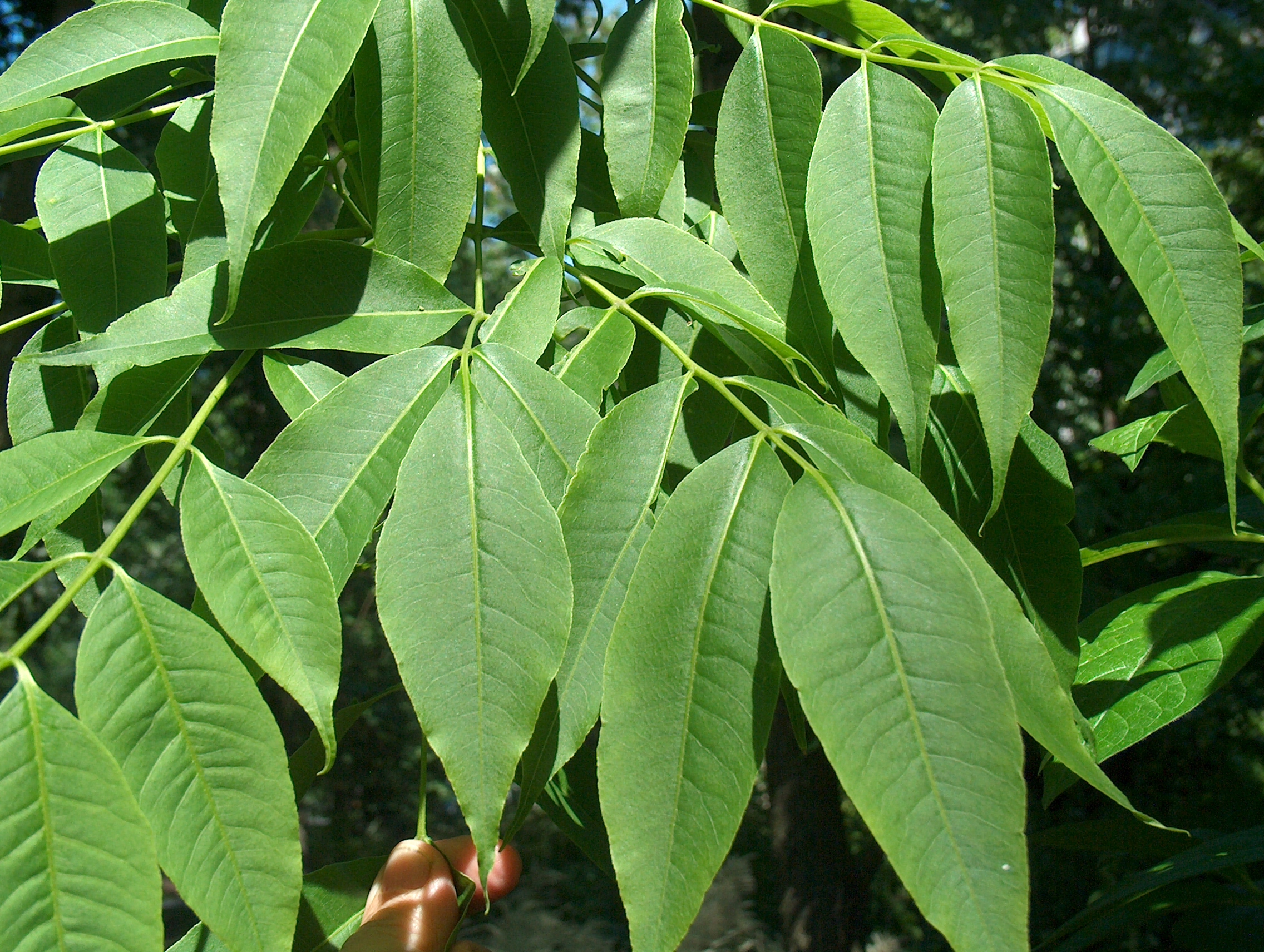
Detalle de las hojas

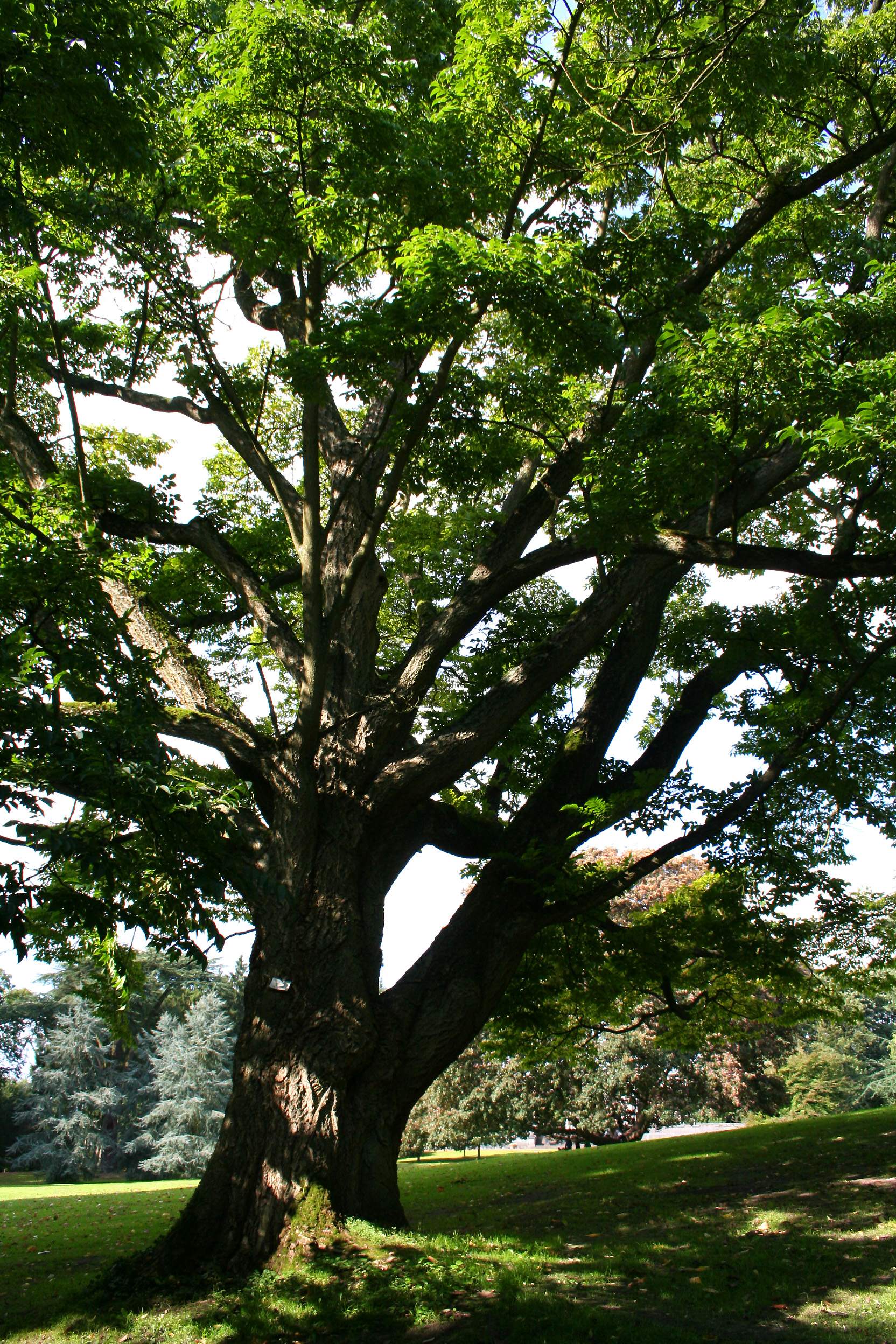
Vista de la planta

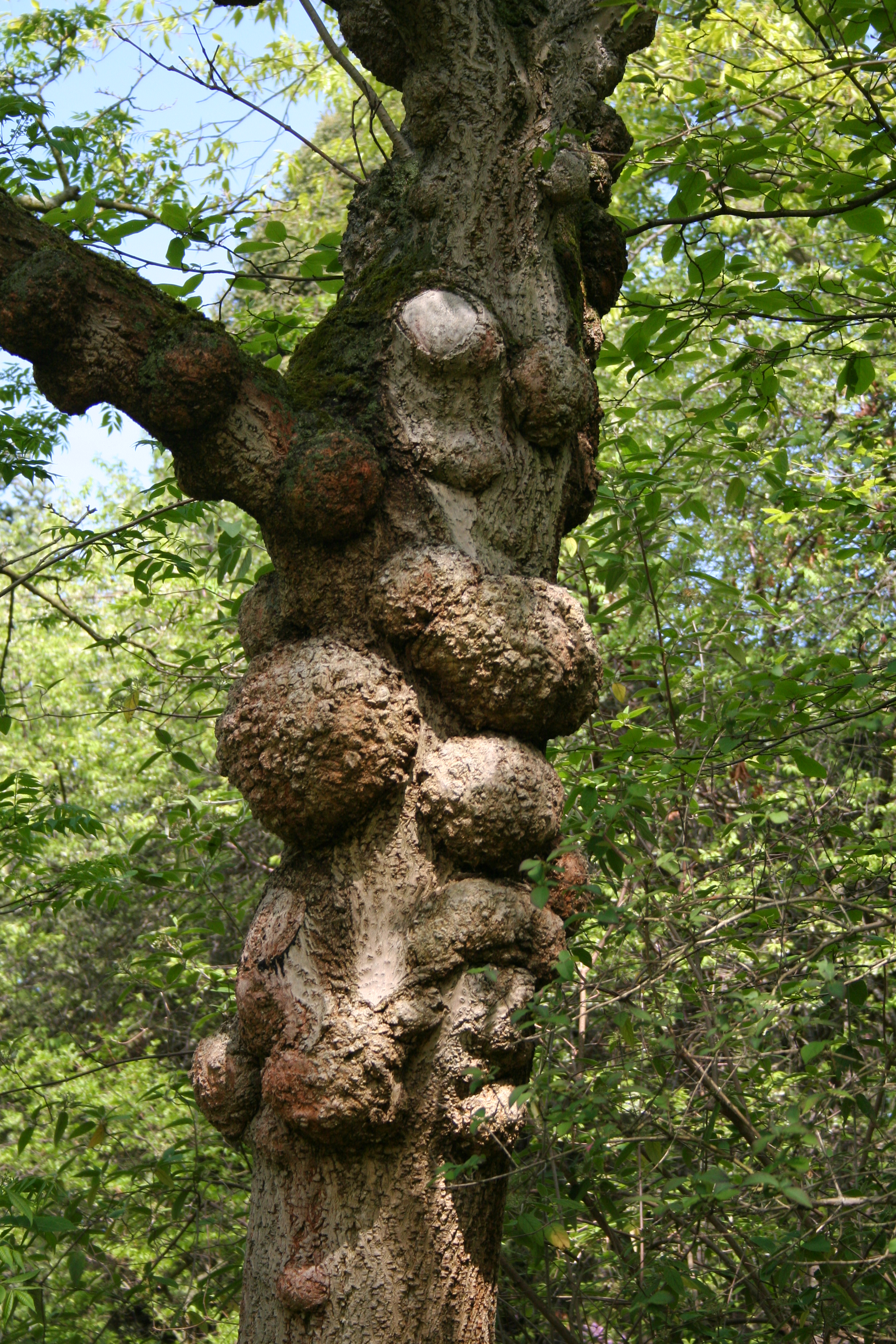
Tronco

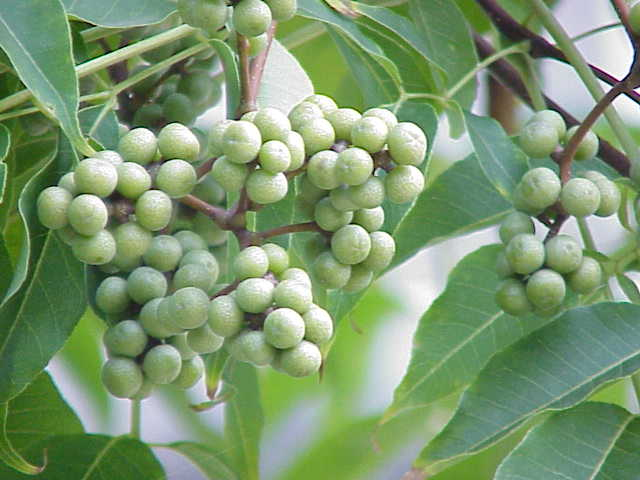
Frutos

## Descripción
Oriundo de China y Japón, Vietnam es la especie más común del género en cultivo, del que deriva su nombre vulgar (alcornoque del Amur). Alcanza un tamaño de 12 m de alto, prefiere suelo rico en humus y humedad estival. Sus brillantes hojas verdes con 5 a 11 folíolos presentan una base acorazonada poco corriente y un aroma penetrante. Las flores de 5 pétalos, en árboles diferentes según sean masculinas o femeninas, producen bayas por encima del follaje en densos ramilletes.

## Propiedades
Se ha utilizado en la medicina tradicional china para el tratamiento de la meningitis, la disentería bacilar, la neumonía, la tuberculosis y la cirrosis hepática.
Se utiliza por vía oral para tratar el dolor abdominal, diarrea, gastroenteritis y las infecciones del tracto urinario. Ha demostrado ser eficaz para el tratamiento de la diarrea provocada por bacterias, el tracoma ocular y la leishmaniasis.
Phellodendron amurense puede proteger el cartílago contra la osteoartritis progresiva. Puede llegar a ser un importante agente potencial quimiopreventivo del cáncer de pulmón.
Phellodendron amurense es capaz de inhibir la contractilidad de la próstata lo que sugiere que puede ser útil en el tratamiento de trastornos urológicos causados por la obstrucción uretral de la próstata como la hiperplasia benigna de próstata.
Extractos de Magnolia officinalis y Phellodendron amurense pueden ayudar a las personas con sobrepeso/obesidad.
El aceite esencial es extraído de la fruta de Phellodendron amurense. La corteza del árbol es importante en la medicina herbal china. El aceite tiene propiedades insecticidas similares al piretro. El aceite contiene una variedad de sustancias biológicamente activas, incluyendo flavonoides (diosmina), alcaloides (berberina, yatroriccina, palmatina), saponinas y cumarinas. Aplicaciones medicinales del aceite incluyen el tratamiento de la pancreatitis, la reducción de colesterol y de azúcar en la sangre y el tratamiento de diversas enfermedades de la piel.

## Taxonomía
Phellodendron amurense fue descrita por Franz Josef Ruprecht y publicado en Bulletin de la Classe Physico-Mathématique de l'Académie Impériale des Sciences de Saint-Pétersbourg 15(23): 353–354, en el año 1857.
Etimología
Phellodendron: nombre genérico que deriva de las palabras griegas: phellos que significa "corcho" y dendron, que significa "árbol".
amurense: epíteto geográfico que alude a su localización en la región del Río Amur.
Sinonimia
1. Phellodendron amurense var. sachalinense F.Schmidt
2. Phellodendron japonicum Maxim.
3. Phellodendron lavalleei Dode
4. Phellodendron sachalinense (F.Schmidt) Sarg.
5. Phellodendron wilsonii Hayata & Kaneh.[12][13]